# Trebbiano
Trebbiano é uma casta de uva branca da família das Vitis vinifera originária da Itália. 
Cultivada na maior parte dos países, notabiliza-se pelas suas produções prodigiosas, mais que pelas suas qualidades intrínsecas. É considerada a uva mais produtiva do mundo, pois rende mais galões que as demais uvas.
É usada na fabricação do conhaque e para a compor o Soave, na Itália.